# Makoto Ōhashi
Makoto Ōhashi (大橋誠?, Ōhashi Makoto; 9 giugno 1965) è un ex giocatore di football americano e allenatore di football americano giapponese, che ha giocato come linebacker.
Ha giocato per l'intera carriera per gli Obic Seagulls.

## Palmarès
- 2 Mondiali (1999, 2003)
- 7 Rice Bowl (1996, 1998, 2005, 2010, 2011, 2012, 2013)